# Ignacio Morales Puentes
Ignacio Alfonso Morales Puentes (Santiago de Chile, 12 de agosto de 1995) es un deportista chileno que compite en taekwondo.
Ganó dos medallas en los Juegos Panamericanos, en los años 2019 y 2023, y tres medallas en el Campeonato Panamericano de Taekwondo entre los años 2018 y 2022.

## Carrera deportiva

### Inicios
Morales lo intentó con el fútbol y el vóleibol, pero fue en un taller de taekwondo que ofrecía su colegio el que lo conquistó, cuando solo cursaba Segundo Básico. De a poco fue aumentando los días de práctica y su capacidad de concentración. “El taekwondo te centra y te enseña a ser disciplinado, gracias a los valores que entregan las artes marciales. Para mí es el deporte más bonito e importante”, cuenta en una entrevista.

### Participaciones olímpicas
Morales clasificó a los Juegos Olímpicos de Río de Janeiro 2016, luego en el preolímpico de la especialidad que se está llevando a cabo en Aguascalientes, México, superará al uruguayo Federico González y al colombiano Miguel Ángel Trejos en la categoría 58 kilos. Fue superado en primera instancia por en ese entonces el actual campeón olímpico Servet Tazegül.

## Palmarés internacional
| Juegos Panamericanos    | Juegos Panamericanos         | Juegos Panamericanos | Juegos Panamericanos |
| Año                     | Lugar                        | Medalla              | Categoría            |
| ----------------------- | ---------------------------- | -------------------- | -------------------- |
| 2019                    | Lima (Perú)                  | Medalla de bronce    | –68 kg               |
| 2023                    | Santiago (Chile)             | Medalla de plata     | Equipo               |
| Campeonato Panamericano |                              |                      |                      |
| Año                     | Lugar                        | Medalla              | Categoría            |
| 2018                    | Spokane (Estados Unidos)     | Medalla de plata     | –68 kg               |
| 2021                    | Cancún (México)              | Medalla de bronce    | –68 kg               |
| 2022                    | Punta Cana (Rep. Dominicana) | Medalla de bronce    | –68 kg               |

| Año  | Competición          | Lugar                     | Medalla           | Categoría | Ref.  |
| ---- | -------------------- | ------------------------- | ----------------- | --------- | ----- |
| 2014 | Juegos Suramericanos | Santiago de Chile (Chile) | Medalla de oro    | –58 kg    | [ 6 ] |
| 2017 | Juegos Bolivarianos  | Santa Marta (Colombia)    | Medalla de bronce | –68 kg    | [ 6 ] |
| 2018 | Juegos Suramericanos | Cochabamba (Bolivia)      | Medalla de oro    | –68 kg    | [ 7 ] |
| 2022 | Juegos Bolivarianos  | Valledupar (Colombia)     | Medalla de plata  | –68 kg    | [ 8 ] |